# Ратни злочини у Балканским ратовима
Ратни злочини током Балканских ратова су ратни злочини почињени током Првог и Другог Балканског рата и непосредно након војних дејстава.
Крајем 1912. године, савезничке балканске државе су заједнички напале Османско царство и у току наредних неколико месеци окупирале и међусобно поделиле територије које су сматрали својим а које су биле под отоманском окупацијом. 
За разлику од Османског царства, које је на територији Балкана тежила мултинационалној средини муслиманске вере, Балканске националне државе су тежиле једнонационалним државама. 
Ради испитивања злочина Карнегијева задужбина за међународни мир је формирала посебну комисију која је 1913. послата на Балкан.

## Починиоци и жртве злочина
Након бројних и учесталих гласина о ратним злочинима на Балкану, Карнегијева задужбина за међународни мир је 1913. године установила међународну комисију, коју су претежно чинили универзитетски професори из Француске, Велике Британије, САД, Немачке, Аустрије и Русије. Са српске и грчке стране су се могле чути критике да је руски члан комисије, Миљуков, био „бугарофил“. Комисија је путовала Балканом од почетка августа до краја септембра и на терену је прикупљала грађу, бележила разговоре са избеглима и прогнанима, фотографисала спаљена насеља, архивирала оригинална документа (писма, објаве, наредбе, летке, саопштења) и остало, да би по повратку у Париз сав материјал био обрађен и објављен у форми исцрпног извештаја. Од самог уласка у Србију, комисија се сусрела са низом проблема и одбојним ставом српских званичника, иако је њен долазак био најављен преко српске амбасаде у Паризу. Налази међународне комисије су потврдили да је било тешких ратних злочина. Установљено је да оружје није употребљено само против непријатељске војске, већ је кориштено и против становништва. Комисија процењује да је у битољском вилајету, који су поделиле Србија и Грчка, спаљено 80% муслиманских села. Српске власти су крајем августа 1913. године онемогућиле улазак Комисије у албанске области под контролом српске војске, а упоредо са тим српска штампа је напала долазак међународне комисије као ограничавање суверенитета и мешање у унутрашње ствари државе. Подаци које је комисија прикупила објављени су у извештају 1914. године, који је убрзо засењен избијањем Првог светског рата.
Налази међународне комисије су потврдили да су током Балканских ратова, и непосредно по њиховом завршетку, почињени тешки ратни злочини. Установљено је да оружје није употребљено само против непријатељске војске, већ је кориштено за покољ становништва (старијих људи, сељака, земљорадника, жене и деце) у Македонији и Албанији, као и у деловима Балкана на којима су ратовале војске Бугарске, Грчке и Османског царства.
Жртве злочина почињених током Балканских ратова су били:
1. заробљеници и
2. становници територија балканских вилајета Османског царства свих националности

Починиоци злочина почињених током Балканских ратова:
1. Становници балканских вилајета Османског царства
2. Војници свих војски учесница Балканских ратова
3. Добровољци (протурски башибозук, пробугарске комите, прогрчки андарти, просрпски четници и остали добровољци који нису у униформи редовне војске)

Комисија у свом извештају о злочинима почињеним над цивилима свих етничких припадности током Балканских ратова наводи:

## Ратни злочини које су починиле војске држава учесница у Балканским ратовима

### Ратни злочини које је починила војска Краљевине Бугарске
Постоје наводи да су бугарске оружане формације чиниле злочине према Грцима у континуитету током 40 година. Постојање две групе контрадикторних текстова објављених о понашању бугарске војске, у којима се или истиче коректно понашање бугарске војске према заробљеницима или становништву окупираних подручја Османског царства или наводе детаљи неописивих злочина које су починили, објашњава се чињеницом да су се они делови бугарске војске који су били у директном контакту са генералштабом понашали коректно за разлику од осталих делова бугарске војске
Током Другог балканског рата је војска Бугарске извршила неописива зверства у градовима Сер, Демир Хисар, Доксато, Нигрита и многим другим. У злочинима бугарске војске је највише цивила било убијено у града Доксато 29. јуна 1913. године. Тада су трупе бугарске војске приликом повлачења спалиле део града насељен грчким становништвом и том приликом убиле преко 600 цивила, углавном жена и деце.

### Ратни злочини које је починила војска Краљевине Србије
Сумирајући ситуацију у областима насељеним Албанцима, чланови комисије на основу сведочења избеглице на турском језику, јер је комисији био забрањен улазак у те области, закључују:
Током гушења Охридско—дебарског устанка је у извештају Међународне комисије Карнегијеве задужбине за међународни мир констатовано да је после пораза устаника почетком октобра 1913. око 25.000 Албанаца било побегло од војске Краљевине Србије. Они који нису побегли су подвргнути „познатом третману у српским рукама“. У извештају се наводи да је током гушења устанка убијено око 150 Бугара и око 500 Турака и Албанаца. Куће комитских војвода Матова и Чаоулева су биле уништене. Око педесет младих образованих људи је ухапшено, свакодневно тучено и остављано без хране и по три дана. Сви свештеници су билу ухапшени. Комисија у свом извештају констатује да су и Бугари трпели последице устанка. Највиђенији људи су били ухапшени или убијени а одређени број етнички мешовитих села је спаљен у региону Голна река, Долна река и Голо брдо.

### Ратни злочини које је починила војска Краљевине Грчке
Када дође до великог рата, Македонија ће припасти или Грчкој или Бугарској, у зависности од тога ко однесе победу. Ако је освоје Бугари, они ће њено становништво учинити Словенима, а ако је ми освојимо, све ћемо их учинити Грцима.— Харилаос Трикоупис, председник грчке владе у периоду 1882—1895.
Грчка војска је током Балканских ратова починила ратне злочине у градовима Кукуш, Дојран, Демир Хисар и Сер у Егејској Македонији, спаљено је 160 села у Македонији уз велики број почињених злочина и протеривање становништва.

## Злочини које је починило цивилно становништво

### Злочини становника Македоније
Поразом Османског царства су на територији Македоније (као и сваки пут у Македонији током 19. и 20. века када би дошло до избијања оружаних сукоба) почели обрачуни становника, овог пута хришћана са муслиманским становништвом које је било масовно убијано. Убиства су вршиле комите уз подршку хришћанског становништва. Становници Македоније исламске вероисповести су убијани најчешће у својим кућама, које су затим биле опљачкане и спаљиване.
Села у Тиквешком региону као што су Раткин Дол, Брестот и Грнчарските Дупки су била препуна лешева убијених муслимана. Неки од ликвидираних муслимана су били сматрани злочинцима па им је било импровизовано суђење и ликвидација. По пресуди оваквих преких судова убијени су Смаил-хоџа. Ашим Муртези и Азис Саачиев. У селу Бохул је био формиран преки суд састављен од војника Краљевине Србије, полиције, комита ВМРО и хришћанских становника села. Направљен је био списак од 38 муслимана за које су постојале сумње да су вршили злочине према хришћанима. Онима који су били ухваћени судио је преки суд. Тучени су штаповима пред окупљеним становницима а затим су двојица по двојица одвођени и убијани у селу Крвнина. Неколико муслиманки су насилно покрштене и удате.
Због злочина који су били вршени над цивилним становништвом постојали су примери насеља у којима су хришћани и муслимани организовали заједничке сеоске страже како би се заједно лакше заштитили.
Војвода Чернопејев је био сведок масакрирања становника Тиквешког региона исламске вероисповести и пљачкања њихове имовине. Упркос томе што је покушао да пуцњима у ваздух и директним командама спречи злочине, није успео у томе. Убијени муслимани нису сахрањивани па је Неготино прекрио смрад лешева што је допринело ширењу разних заразних болести.
После злочина над муслиманима извршеним у градовима, талас насиља се прелио и на села. Десетине муслимана су убијене у селима Бистреница, Горњи Промет, Прждево, Бесница.

## Злочини које су починиле паравојне формације

### Злочини просрпских четника
Са убаченим групама бугарских официра и комитима ВМРО под њиховом командом који су у склопу припрема за Други балкански рат заузели Тиквешки регион, у догађају који је почетком 20. века у Македонији постао познат и под називом Тиквешки устанак, су се сукобиле четничке јединице под командом Јована Бабунског и Јаја-аге. Због изостанка војне помоћи бугарске војске која се налазила са друге стране реке Вардар, око 200 устаника су били препуштени сами себи и нису били у стању да пруже озбиљан отпор. Током акција обрачуна четника са официрима војске Краљевине Бугарске и ВМРО је убијено 545 људи а спаљено и уништено више од 600 кућа, највише у Неготину а затим и у Кавадарцима и Ваташи. Постоје наводи да су приликом ових акција извршени и злочини над цивилима. Убијен је један младић (Александар Видов) који је одречно одговорио на питање да ли се декларише као Србин по националности. Поручник војске Краљевине Србије Милан Крековић је силовао младу невесту Марију Тодорову два дана после њене удаје. Била је убијена и Наса Пинџурова, мајка Димитра Пинџуровог, једног од вођа јединица ВМРО које су под командом официра Краљевине Бугарске заузеле Тиквеш. Жарко Илиев из Ваташе и многи други становници Тиквешког региона су претучени.
Комисија Карнегијеве задужбине за међународни мир је 1913. године посетила Тиквешки регион и констатовала да су извештаји о 545 убијених људи потценили број убијених који су чланови комисије проценили на преко хиљаду убијених особа.

### Злочини пробугарских комита
У селу Тремник у Тиквешком региону је становништво исламске вероисповести почело да бежи за војском Краљевине Србије. Упркос инструкцијама да ове муслиманске избеглице треба да буду поштеђене, које је дао Христо Чернопејев, официр војске Краљевине Бугарске који је био један од вођа Тиквешког устанка, комите ВМРО су поубијале све избегле муслимане из села Тремник. Дончо Лазаров је водећи своју чету састављену од становника села Ваташа и Моклиште извршио злочин над 16 муслимана из села Бунарче, које је ухватио и затворио у Мехмедбегову кулу коју је затим спалио.